# Palau i olympiska spelen
Palau medverkade i olympiska spelen första gången 2000 i Sydney. De har därefter medverkat i samtliga olympiska sommarspel och de har aldrig vunnit någon medalj. De har aldrig medverkat i de olympiska vinterspelen.

## Medaljer
| Guld | Silver | Brons | Totalt antal medaljer |
| ---- | ------ | ----- | --------------------- |
| 0    | 0      | 0     | 0                     |

### Medaljer efter sommarspel
| Spel                | Guld | Silver | Brons | Totalt |
| Sydney 2000         | 0    | 0      | 0     | 0      |
| Aten 2004           | 0    | 0      | 0     | 0      |
| Peking 2008         | 0    | 0      | 0     | 0      |
| London 2012         | 0    | 0      | 0     | 0      |
| Rio de Janeiro 2016 | 0    | 0      | 0     | 0      |
| Totalt              | 0    | 0      | 0     | 0      |